# Uray Péter
Uray Péter (Budapest, 1956. október 21. –) magyar rendező, koreográfus, drámapedagógus, pantomimművész, egyetemi tanár.

## Életpályája
1982-ben történelem-ének-zene szakos diplomát szerzett az egri Eszterházy Károly Tanárképző Főiskolán. Az 1980-as években karnagyként, mozgásművészként, rendezőként tevékenykedett. Részt vett színházi, és filmes munkákban. 1982-ben megalakította első hivatásos társulatát a Bolero-t, ami 1988-ig működött. 1990-ben hozta létre a Panboro nevű társulatát. Ebben az időszakban többször dolgozott, tanított  külföldön is (Franciaország, Finnország). 1998-ban a Keleti István Alapfokú Művészeti Iskolát és Művészeti Szakközépiskola egyik alapítója. 2005-ben alapítója, művészeti vezetője a sepsiszentgyörgyi M Studio nevű társulatnak.
2001–2003 között a Színház- és Filmművészeti Egyetem drámapedagógus képzését végezte el. 2003-tól a Kaposvári Egyetem színművész szakának oktatója, osztályvezető tanára. 2020-tól a Károli Gáspár Református Egyetem okleveles színháztudomány szakán tanul.

## Díjai, elismerései
- Tompa Miklós-díj (2012)[9]